# Karl Lorenz (General)

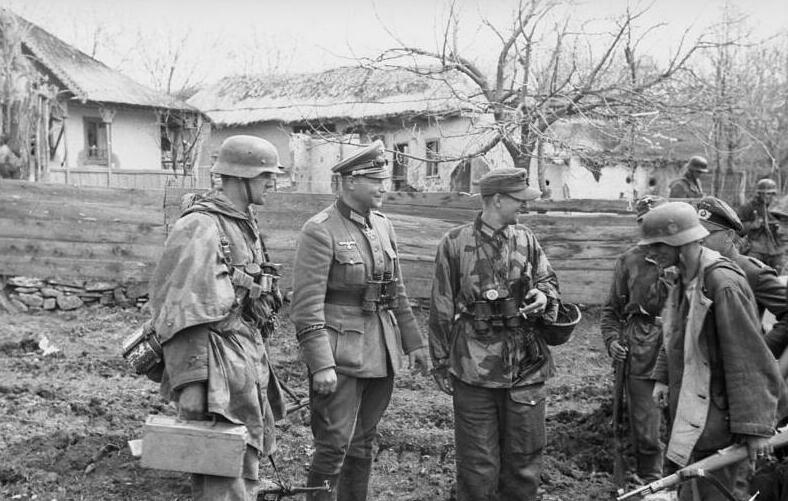
Karl Lorenz als Oberst (zweite vom links, mit Schirmmütze) (Division Großdeutschland, Südukraine, Januar 1944).

Karl Lorenz (* 24. Januar 1904 in Hanau; † 3. Oktober 1964 in Mehlem) war ein deutscher Generalmajor im Zweiten Weltkrieg.

## Leben
Karl Lorenz trat, nachdem er von 1914 bis 1920 Kadett im Preußischen Kadettenkorps gewesen war, als Fahnenjunker am 1. April 1924 in die Reichswehr ein. Am 1. April 1928 wurde er im 3. Pionier-Bataillon (Potsdam) zum Leutnant befördert. 1931 war er im Bataillon Adjutant.
Am 1. Oktober 1935 wurde er zum Hauptmann befördert und wurde beim Höheren Pionier-Offizier 2 eingesetzt. Anschließend fungierte er ab 10. November 1938 als Chef der 1. Kompanie im Pionier-Bataillon 18 in Glogau und blieb dies über den Beginn des Zweiten Weltkriegs hinaus. Das Bataillon nahm in der Unterstellung unter die 18. Infanterie-Division am Überfall auf Polen teil und wurde als Besatzungstruppe in Polen eingesetzt. Ab Februar 1940 war er bis März 1942 Kommandeur des Pionier-Bataillons 290 bei der 290. Infanterie-Division, mit welcher er am Westfeldzug und später am Russlandfeldzug teilnahm. Am 1. August 1942 wurde er Kommandeur des Pionier-Bataillons Großdeutschland. Am 1. Dezember 1942 wurde er Kommandeur des Panzergrenadierregiments Großdeutschland. In dieser Position wurde er erst im Februar 1943 zum Oberstleutnant, dann im August 1943 zum Oberst befördert. Im August 1944 war er zum Divisionsführer-Lehrgang kommandiert. Anfang September 1944 wurde er mit der Führung der Panzergrenadierdivision Großdeutschland beauftragt und übernahm im November 1944 mit der Beförderung zum Generalmajor das Kommando über die Division, welche er bis Kriegsende führte. Von Ende Januar bis Ende März 1945 war die Division in der Kesselschlacht von Heiligenbeil eingebunden. Einige Teile der Division konnten gemeinsam mit ihm nach Pillau übersetzen. Bis Kriegsende war er Kommandeur der Division und ging anschließend in Kriegsgefangenschaft.
Nach dem Krieg wohnte er in Weinheim und litt unter den Folgen von Kriegsverletzungen. Er wurde im Technischen Hilfswerk aktiv und war 1957 vom Bundesministerium für Inneres beauftragt worden, den Schwimmbrückenbau für den Katastrophenfall zu entwickeln. Er gründete die THW-Schule Hoya an der Weser und kurz vor seinem Tod die THW-Schule Germersheim am Rhein, welche u. a. die Führer für den Schwimmbrückenbau ausbilden sollte. 1964 starb er an den Folgen einer Operation. 

## Auszeichnungen
- Eisernes Kreuz (1939) II. und I. Klasse
- Verwundetenabzeichen (1939) in Silber
- Deutsches Kreuz in Gold am 2. Januar 1942
- Ritterkreuz des Eisernen Kreuzes mit Eichenlaub[3]
  - Ritterkreuz am 17. Dezember 1942
  - Eichenlaub am 12. Februar 1944 (395. Verleihung)